# Ryan Vikedal
Ryan Vikedal (né le 9 mai 1975) est l'ancien batteur de Nickelback. Il a été remplacé par Daniel Adair de 3 Doors Down.